# 베냉 인민공화국
베냉 인민공화국(프랑스어: République populaire du Bénin 레퓌블리크 포퓔라이르 뒤 베냉[*])는 아프리카의 대륙의 기니만에 위치한 사회주의 국가 (서방에서는 일반적으로 공산주의 국가로 알려져 있음.)였으며, 오늘날의 베냉이다. 이 공화국은 다호메이 공화국이 프랑스로부터 독립한 지 17년 후인 1975년 11월 30일에 설립되었다. 1989년 마르크스-레닌주의를 포기하고 새 헌법을 제정했으며, 국가는 1990년 3월 1일까지 지속되었다.

## 역사
1972년 10월 26일 마티외 케레쿠 사령관이 이끄는 육군은 쿠데타로 정부를 전복시키고 헌법을 정지하고 국회와 대통령 직속 협의회를 해산시켰다. 1972년 11월 30일 민족독립의 새정치 기조연설을 발표했다. 지방 행정은 개혁되었고, 시장들과 대리인들은 전통적인 건축물들(마을장, 집회의원, 애니미즘 성직자 등)을 대체하였다. 1974년 11월 30일, 아보메에서 망연자실한 유명 인사들의 집회가 열리기 전에, 그는 그의 정부가 공식적으로 마르크스-레닌주의에 가입했음을 선언하는 연설을 했다. 그는 곧 다호메이를 소련과 제휴시켰다. 선봉 정당으로 만들어진 베냉 인민혁명당은 이 나라의 유일한 합법 정당과 같은 날 창당되었다.
마르크스 정부의 첫해는 국가조직의 숙청으로 특징지어졌다. 케레쿠 대통령은 이전 정치 정권의 여러 대표들과 일부 직원들을 비난하고 처형하기도 했다. 미셸 아이프케 내무장관은 국가 원수 부인과 간통한 혐의로 사형선고를 받고 처형됐다. 총에 맞았고, 운동가들이 그의 시신을 지나쳐 줄 것을 요청했다. 1975년 11월 30일, 아보메의 연설 1주년을 맞아, 케레쿠는 한때 이웃 나라 나이지리아(남중부)에서 번성했던 베닌 제국의 이름을 딴 베냉으로 이름을 바꾸었다. 국경일은 1972년, 1974년, 1975년의 3일을 지칭하며 11월 30일로 정해졌다.

### 쇠퇴
베냉은 성과를 얻지 못한 채 광범위한 경제 및 사회 개발 프로그램을 시행하려고 했다. 잘못된 경영과 부패가 그 나라의 경제를 악화시켰다. 베냉의 내부 시장에 의한 산업화 전략은 외채의 증가를 야기했다. 1980년과 1985년 사이에 연간 대외채무는 2천만에서 4천9백만으로 증가한 반면 국민 총소득은 1402에서 10억 2천4백만으로 감소했고 부채의 재고는 4억 2천4백만에서 8억 1천7백만으로 폭발했다. 전직 대통령인 위베르 마가, 수루 미강 아피티, 쥐스탱 아호마데그베토메탱은 1981년에 석방되었다.
1978년에 새로운 헌법이 채택되었고, 1979년에 첫 번째 혁명 국회의원 선거가 실시되었다. 케레쿠는 1980년 4년 중임과 반대 없이 대통령에 당선됐고 1984년 재선됐다. 대부분의 마르크스-레닌주의 국가에서 그랬듯이, 국가혁명회의는 명목상 국가 권력의 최고 원천이었지만, 실제로는 케레쿠와 PRPB가 이미 내린 결정들에 지나지 않았다.

### 혁명의 전복
동유럽의 사회적, 정치적 혼란, 재앙적 경제 상황, 공산주의 정권의 몰락은 케레쿠 대통령이 정권을 무너뜨리는데 동의하도록 이끌었다. 1989년 2월, 베냉의 주교 11명이 서명한 목회 서한은 인민공화국에 대한 비난을 표명했다. 1989년 12월 7일, 케레쿠는 앞장서서 마르크스-레닌주의 포기, 정치국 청산, 당 중앙위원회 폐쇄를 알리는 공식 성명을 배포하는 사람들을 놀라게 했다. 정부는 다양한 정치운동의 대표들이 모이는 국민회의의 설립을 받아들였다. 총회는 1990년 2월 19일 개막했다. 케레쿠는 2월 21일 자신의 정책이 실패했음을 공개적으로 인정하며 직접 의사를 표명했다. 총회는 총리에게 위임된 임시 정부가 제공하는 새 헌법 초안과 민주적 절차의 수립을 결정했다. 케레쿠는 임시 국가 원수로 남았다. 케레쿠는 2월 28일 총회의 관심에 대해 "당신 업무의 모든 결론을 받아들인다"고 말했다.
1990년 임시 정부가 수립돼 다당제의 복귀를 위한 길을 열었다. 새 헌법은 1990년 12월 국민투표에 의해 채택되었다. 베냉의 공식 이름은 베냉 공화국이 된 나라를 위해 보존되었다. 1991년 3월 대선에서 니세포르 소글로 총리는 케레쿠를 67.7%의 득표율로 물리쳤다. 케레쿠는 결과에 승복하고 퇴임했다. 그동안 마르크스주의와 무신론에 대한 모든 언급을 접고 복음주의 목사가 된 그는 1996년 3월 차기 선거에서 소글로를 물리치고 다시 대통령이 되었다. 그의 권좌 복귀는 베냉에서 마르크스-레닌주의 정권의 회복을 수반하지 않았다.

## 같이 보기
- 냉전